# Mount Oona
Mount Oona är ett berg i Antarktis. Det ligger i Östantarktis. Nya Zeeland gör anspråk på området. Toppen på Mount Oona är 2 170 meter över havet, eller 649 meter över den omgivande terrängen. Bredden vid basen är 6,6 km.
Terrängen runt Mount Oona är kuperad åt sydost, men åt nordväst är den bergig. Trakten är obefolkad. Det finns inga samhällen i närheten. 